# الخادم (فلم)
الخادم فيلم دراما مصري  للمخرج أحمد يحيى عام 1990، كتب القصة والسيناريو والحوار الكاتب بسيوني عثمان. الفيلم من بطولة فريد شوقي، سهير رمزي، فاروق الفيشاوي، أحمد مظهر وهشام سليم  وتدور الأحداث شاهين الذي يتسبب في دخول صديقه كمال السجن ويقرر الابن الانتقام لأبيه وخصوصا بعد معاملة شاهين وأسرته له كخادم.
صدر الفيلم إلى دور العرض المصرية في 23 يناير 1990.
منح موقع قاعدة بيانات الأفلام على الإنترنت «IMDB» الفيلم درجة 6.1/ 10.
منح موقع قاعدة بيانات الأفلام العربية «السينما.كوم» الفيلم درجة 6.7/ 10.

## طاقم التمثيل
فريد شوقي: في دور شاهين
سهير رمزي: في دور مي شاهين
فاروق الفيشاوي: في دور محمود كامل عبد ربه
أحمد مظهر: في دور كامل عبد ربه
هشام سليم: في دور علاء شاهين
وحيد سيف: في دور مغاوري
سيف عبد الرحمن: في دور مجدي شعلان
منى إبراهيم: في دور المعلمة زبدة
سيد صادق: في دور صادق
محمد سند: في دور سند
شريف العربي: في دور محروس مغاوري
محمد مندور: في دور راشد
محمود قابيل: في دور الطبيب النفسي
أحمد العضل: في دور القاتل المأجور
حمدي يوسف: في دور المسئول الكبير
محمد حمدي: في دور المهاجم
سوزان جميل: في دور مي (في طفولتها)
شريف جميل: في دور محمود (في طفولته)
هشام عبد القادر: في دور علاء (في طفولته)
بالاشتراك مع: كاتي الباشا - عادل درويش - إبراهيم عدلي - عماد الشربيني - ناصر سماحة - صلاح الشيشيني

## أحداث الفيلم
قضى شاهين (فريد شوقي) طفولته يعاني الفقر، وظل يكافح حتى أصبح ثرياً يمتلك شركة كبيرة، بينما كان كامل عبد ربه (أحمد مظهر) هو الواجهة التي يختفي خلفها شاهين في تعاملاته سيئة السمعة. وبعد القبض على كامل وسجنه 15 عاماً، تعهد شاهين برعاية ابن كامل الصغير «محمود» وتنشئته مع ابنه علاء وابنته مي. كان شاهين يعامل محمود معاملة الخدم، وعندما اشتكى محمود لوالده في محبسه، طالبه كامل بالصبر والتحمل حتى يتم دراسته. كبر علاء (هشام سليم) وسافر لاستكمال دراسته في أمريكا، وعاد لمصر دون أن يحصل على شهادة معتمداً على ثروة أبيه. بينما كبرت مي (سهير رمزي) وأتمت دراستها الجامعية، وساعدت والدها في أعماله بالزواج من رجل الأعمال الثري مجدي شعلان (سيف عبد الرحمن) الذي شارك شاهين في إنشاء شركة كبرى، غير أن مجدي كان عاجزاً جنسيا، وعانت مي من الحرمان الجسدي، ولكنها حافظت على زواجها حفاظاً على أعمال زوجها ووالدها الناجحة. وكبر محمود (فاروق الفيشاوي) وعمل سائقاً لشاهين وعائلته، وأقام في حجرة متواضعة بحديقة «فيللا شاهين»، غير أنه تمكن من إتمام دراسته سراً، بمساعدة أبناء حارته القديمة: مغاوري (وحيد سيف) صاحب كشك السجائر الذي يتاجر في العملة سراً، والمعلمة زبدة (منى إبراهيم) صاحبة القهوة والتي تعمل في تجارة المخدرات. نشأ محمود وهو يستعد للإنتقام من شاهين وأسرته، وعندما أفرج عن كامل تنكر له شاهين واضطر الشاب محمود للوقوف في صف شاهين ضد والده للمحافظة على علاقته بشاهين والإستعداد للإنتقام. لم يتحمل كامل الموقف وأصيب بشلل نصفي، وأصبح قعيد على كرسي متحرك.
تمكن محمود من كسب ثقة شاهين واستدرج مي لتصبح عشيقته ومنحته المال لبناء مستقبله، ولكنه سلم المبلغ لمغاوري وشاركه في تجارة العملة. كشف مجدي خيانة زوجته مي ولم يستطع المواجهة، وأيضاً لم يتحمل الصدمة، ولقي مصرعه في حادث سيارة. استغل محمود حاجة علاء للمخدرات وقاده إلى المعلمة زبده، وحول تعاطيه، إلى إدمان الهيروين، حتى إنهار تماماً، وأصبح خادماً للمعلمة. حاول شاهين تهريب أمواله لخارج البلاد بمساعدة محمود الذي استغل الفرصة واستولى على المال، واستطاع أيضا شراء ذمة صادق (سيد صادق) مساعد شاهين الذي سلمه مستندات تدين شاهين، وكشف بأسماء الشخصيات التي تساعد شاهين على خرق القوانين. توسع محمود في الأعمال المشبوهة، وساعد رجال الأعمال في الحصول على قروض بدون ضمانات، كما أرشد الشرطة للمعلمة زبدة وخادمها علاء. أكتشف شاهين تلاعب محمود واستعان ببعض المجرمين لقتل محمود، ولكنهم أصابوا مغاوري. حاولت مي مواصلة علاقتها مع محمود والزواج به، بعد أن اعترف لها بحبه، ولكنه تخلى عنها ورفض الزواج منها. ألقت الشرطة القبض على شاهين وصادرت الدولة كل ممتلكاته، ولم يتحمل الصدمة، وأصيب بشلل نصفي، وجلس على كرسي متحرك بمستشفي السجن، وتولى محمود رعاية محروس (شريف العربي) ابن مغاوري، ورفض أن يكون خادماً له، وساعده على إتمام دراسته، ونقل والده كامل للفيللا، وعندما شاهد مي تستعد لمغادرة الفيللا، صفح عنها وطالبها بالبقاء والعيش معه ومع والده، لمواصلة حياتهما معاً.

## وصلات خارجية
- مقالات تستعمل روابط فنية بلا صلة مع ويكي بيانات
- الخادم على موقع الدهليز